# Alonso de Calatayud
Pour les articles homonymes, voir Calatayud (homonymie).
Alonso de Calatayud est un militaire espagnol du XVIIe siècle au service de Philippe IV d'Espagne.
Accompagnant Pedro Fajardo de Zúñiga y Requesens, dans la campagne de 1640-1641 de la Guerre des faucheurs, il a dirigé un tercio, participant aux batailles du Col de Balaguer, de Cambrils, de Martorell et de Montjuïc.